# Triangle sterno-costal
 (septembre 2024).
Le triangle sterno-costal, trigone sterno-costal, hiatus costo-xiphoïdien, fente de Larrey, fissure de Larrey ou foramen de Morgagni est une ouverture paire située dans la partie antérieure du diaphragme formé par l'insertion des fibres musculaires du diaphragme.

## Description
Le triangle sterno-costal est limité
- à l'avant par le sternum et le cartilage costal recouvert par la confluence du muscle transverse du thorax et du muscle transverse de l'abdomen,
- latéralement par le bord médial de la partie costale du diaphragme,
- médialement par le bord latéral de la partie sternale du diaphragme.

## Fonction
Le triangle sterno-costal permet le passage entre la cavité thoracique et la cavité abdominale de vaisseaux lymphatiques et des vaisseaux épigastriques supérieurs (artère et veines).

## Aspect clinique
Le triangle sterno-costal peut rarement être le siège d'une hernie diaphragmatique : la hernie diaphragmatique congénitale du nourrisson ou hernie rétrocostoxiphoïdienne (ou hernie de Morgagni chez l'adulte.